# Chi Lan hồ điệp
Chi Lan hồ điệp (danh pháp: Phalaenopsis Blume (1825)), viết tắt là Phal trong thương mại, là một chi thực vật thuộc họ Lan chứa khoảng 60 loài. Đây là một trong những chi hoa lan phổ biến nhất trong thương mại với việc phát triển nhiều loài lai nhân tạo.

## Miêu tả
Các loài lan hồ điệp bản địa của khu vực Đông Nam Á đến vùng núi Himalaya và các đảo Polillo, Palawan, Zamboanga del Norte của Mindanao thuộc Philippines và bắc Úc. 

## Phân loại
Các loài lan hồ điệp được phân thành hai nhóm:
- Nhóm có cành hoa dài (đến 1 m), phân nhánh, lớn, hầu hết hoa có viền màu hồng hoặc trắng.
- Nhóm có thân ngắn và không tròn, hoa có nhiều màu sắc.

Dựa trên bằng chứng về DNA, các chi Doritis Lindl. và Kingidium P.F.Hunt hiện cũng được xếp vào chi Phalaenopsis, theo World Checklist of Monocotyledons, Royal Botanical Gardens, Kew) (Xem tài liệu tham khảo số 1). Tuy nhiên các chuyên gia về hoa lan chưa chấp nhận việc phân loại này.

## Các loài

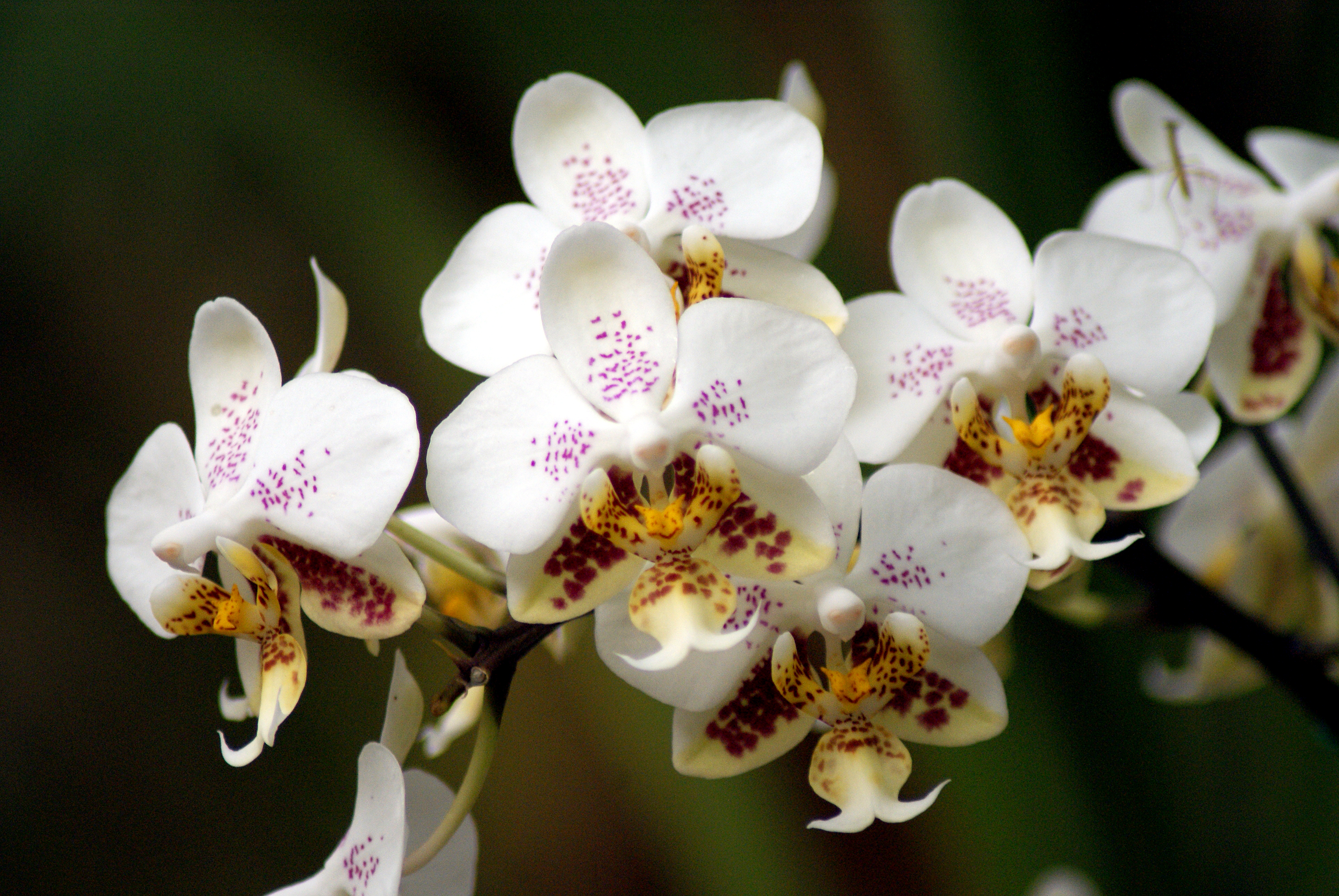
Phalaenopsis stuartiana

- Phalaenopsis amabilis (Đông Malaysia đến Papuasia)
  - Phalaenopsis amabilis subsp. amabilis (Đông Malaysia đến Papuasia).
  - Phalaenopsis amabilis subsp. amabilis forma Grandiflora (Philippines - Đảo Palawan).
  - Phalaenopsis amabilis subsp. moluccana (Đông bắcBorneo đến Moluccas).
  - Phalaenopsis amabilis subsp. rosenstromii (New Guinea đến Queensland).
- Phalaenopsis amboinensis (Sulawesi đến Moluccas).
  - Phalaenopsis amboinensis var. amboinensis (Moluccas).
  - Phalaenopsis amboinensis var. flavida (Sulawesi)

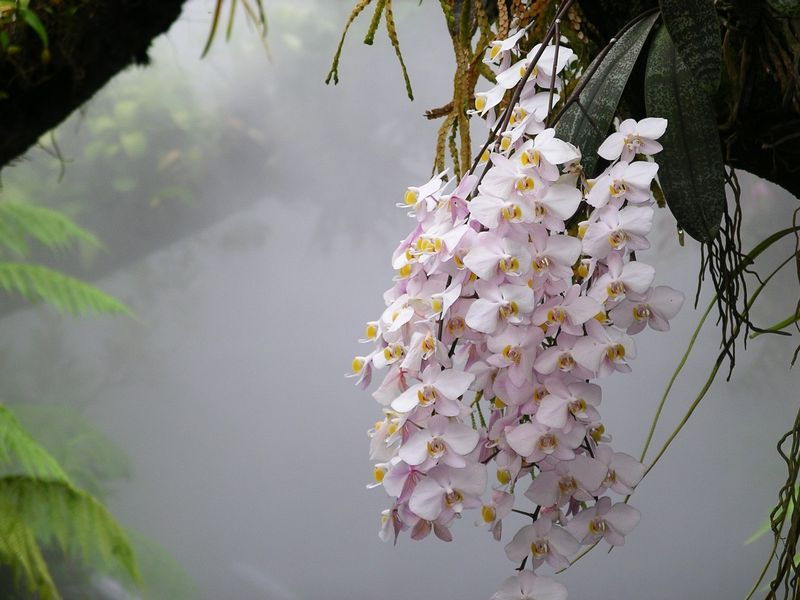
Phalaenopsis philippinensis

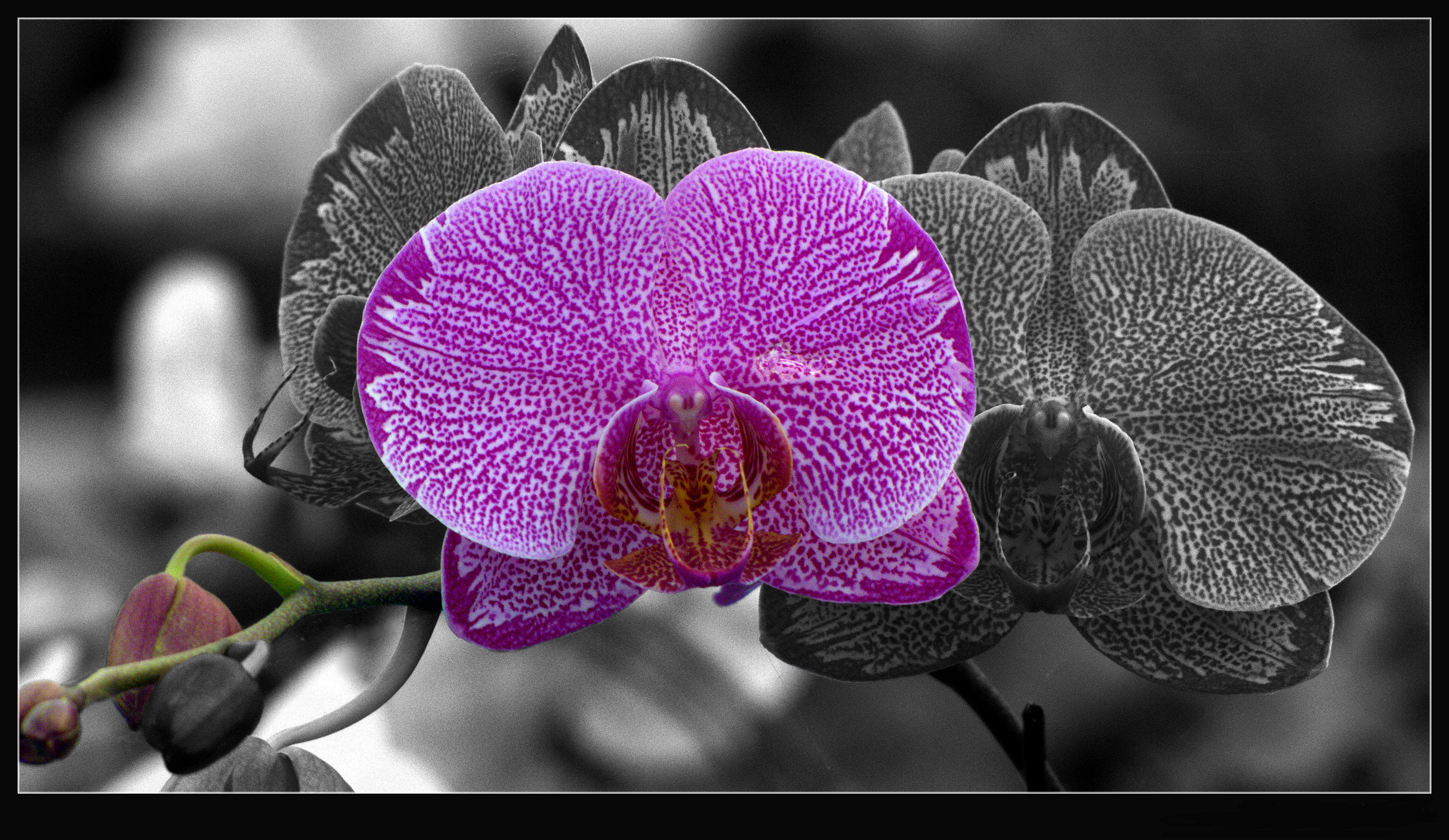
Pink Phalaenopsis

- Phalaenopsis aphrodite (Đông nam Đài Loan đến Philippines).
  - Phalaenopsis aphrodite subsp. aphrodite (Philippines).
  - Phalaenopsis aphrodite subsp. formosana (Đông nam Đài Loan).
- Phalaenopsis appendiculata (Malaya đến đông bắcBorneo).
- Phalaenopsis bastianii (Philippines - Luzon).
- Phalaenopsis bellina (Borneo).
- Phalaenopsis borneensis (Borneo).
- Phalaenopsis braceana (Đông Himalaya đến Trung Quốc - Vân Nam).
- Phalaenopsis buyssoniana (Đông Dương)
- Phalaenopsis celebensis (Sulawesi)
- Phalaenopsis chibae (Việt Nam)

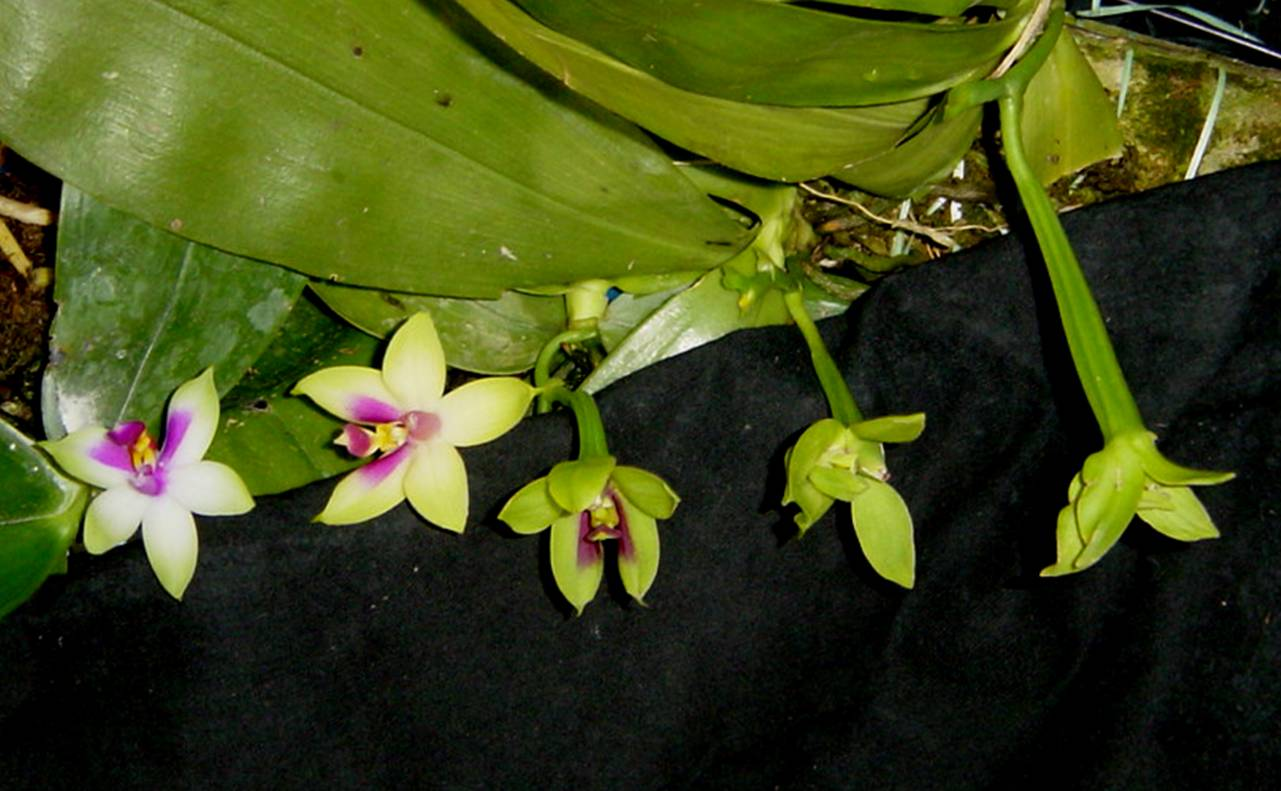
Phalaenopsis bellina

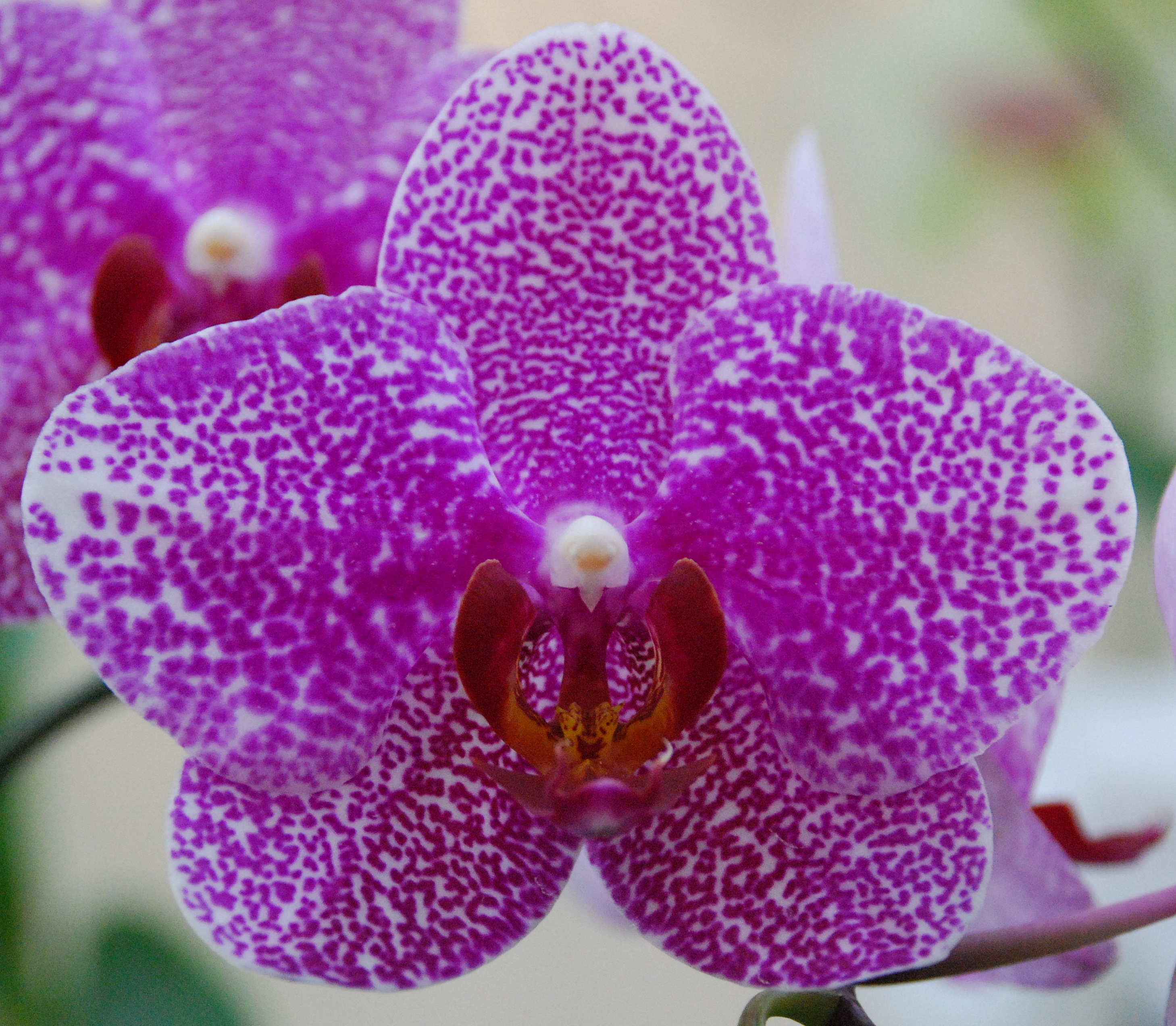

- Phalaenopsis cochlearis (Malaya đến Borneo)
- Phalaenopsis corningiana (Borneo)
- Phalaenopsis cornu-cervi (Đông Dương đến nam Philippines)
- Phalaenopsis deliciosa (Tiểu lục địa Ấn Độ đến Malesia)
  - Phalaenopsis deliciosa subsp. deliciosa (Tiểu lục địa Ấn Độ đến Malesia)
  - Phalaenopsis deliciosa subsp. hookeriana (Đông Himalaya đến tây nam Trung Quốc)
  - Phalaenopsis deliciosa subsp. philippinensis (Philippines)
- Phalaenopsis doweryënsis (Đông bắcBorneo).
- Phalaenopsis equestris (Đài Loan đến Philippines)
  - Phalaenopsis equestris var. alba
  - Phalaenopsis equestris var. aurantiacum
  - Phalaenopsis equestris f. aurea (danh pháp đồng nghĩa của danh pháp đã được chấp nhận Phalaenopsis equestris  (Schauer) Rchb.f.,, 1850 )
  - Phalaenopsis equestris var. coerulea
  - Phalaenopsis equestris f. cyanochila (danh pháp đồng nghĩa của danh pháp đã được chấp nhận Phalaenopsis equestris  (Schauer) Rchb.f.,, 1850 )
  - Phalaenopsis equestris var. leucaspis
  - Phalaenopsis equestris var. leucotanthe
  - Phalaenopsis equestris var. rosea (danh pháp đồng nghĩa của danh pháp đã được chấp nhận Phalaenopsis equestris  (Schauer) Rchb.f.,, 1850 )
- Phalaenopsis fasciata (Philippines).
- Phalaenopsis fimbriata (Sumatra, Java và Borneo).
- Phalaenopsis floresensis (Quần đảo Sunda nhỏ).
- Phalaenopsis fuscata (Borneo đến Philippines - Đảo Palawan)
- Phalaenopsis gibbosa (Việt Nam).

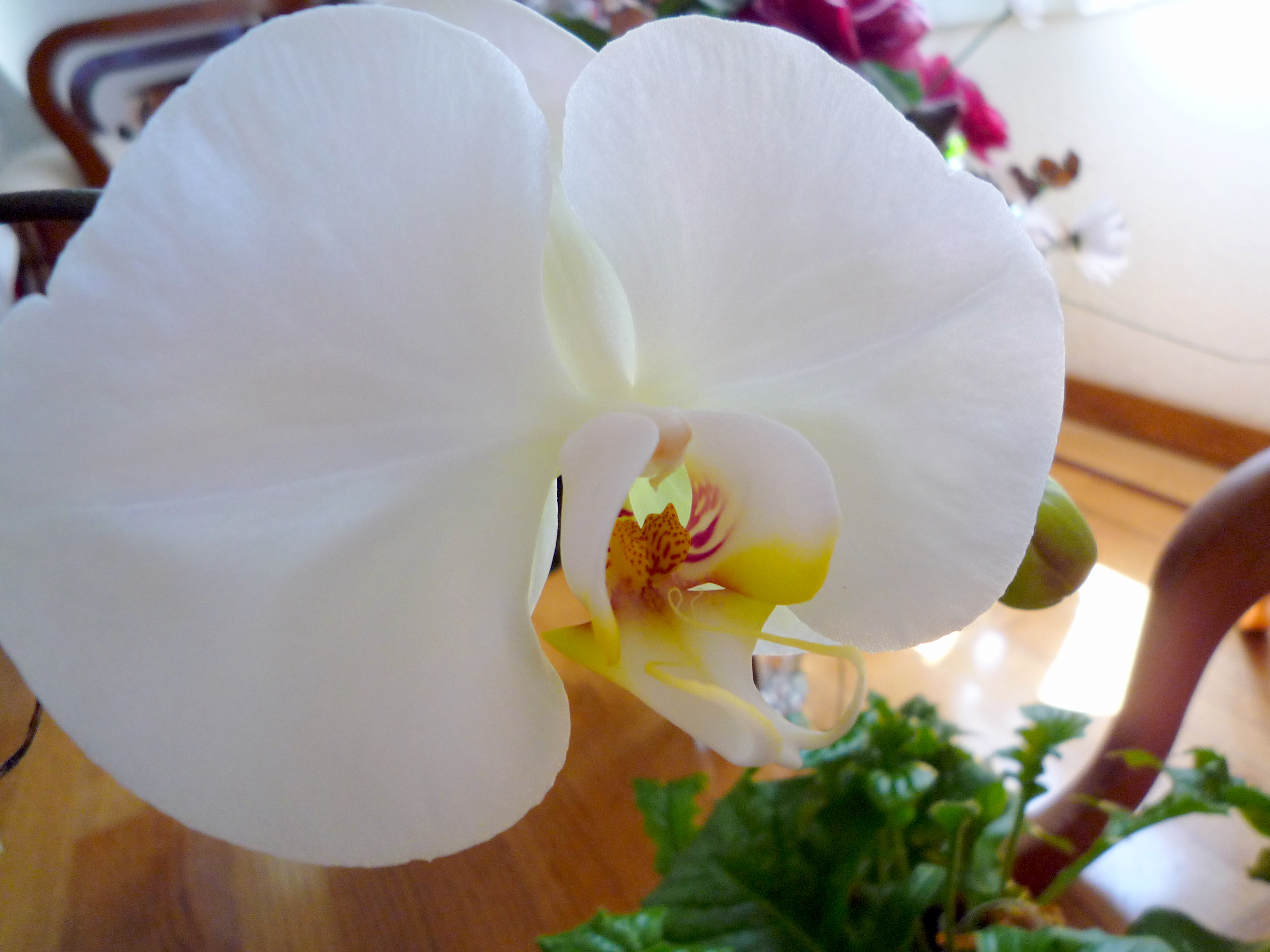
Phalaenopsis cultivars

- Phalaenopsis gigantea (Borneo đến Java).
- Phalaenopsis hải Namensis (Trung Quốc - Hải Nam và Vân Nam).
- Phalaenopsis hieroglyphica (Philippines - Luzon, Leyte, Samar, Palawan, và Quần đảo Mindanao).
  - Phalaenopsis hieroglyphica var. Alba
- Phalaenopsis honghenensis (Trung Quốc - Vân Nam).
- Phalaenopsis inscriptiosinensis (Trung Sumatra
- Phalaenopsis javanica (Tây Java).
- Phalaenopsis kunstleri (Myanmar đến Malaya).
- Phalaenopsis lamelligera (Đông bắcBorneo).
- Phalaenopsis lindenii (Philippines - Đảo Luzon).
  - Phalaenopsis lindenii var. alba
- Phalaenopsis lobbii (Đông Himalaya đến Myanmar).
- Phalaenopsis lowii (Nam Myanmar đến tây Thái Lan).

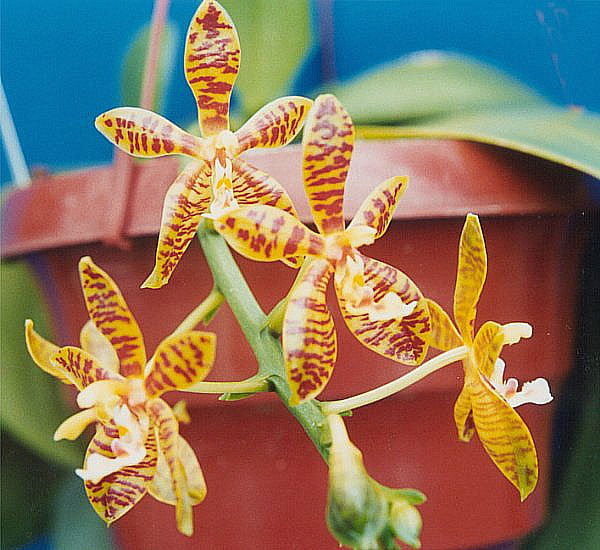
Phalaenopsis Mambo (giống lai)

- Phalaenopsis lueddemanniana (Philippines).

- - Phalaenopsis lueddemanniana var. delicata
  - Phalaenopsis lueddemanniana var. ochracea
- Phalaenopsis luteola (Tây bắc Borneo).
- Phalaenopsis maculata (Malaya đến Borneo).
- Phalaenopsis malipoensis Z.J.Liu & S.C.Chen (Trung Quốc - Vân Nam)
- Phalaenopsis mannii (Đông Himalaya đến Trung Quốc - Vân Nam).
- Phalaenopsis mariae (Đông bắcBorneo đến Philippines - Mindanao).
- Phalaenopsis micholitzii (Philippines - Đảo Mindanao).
- Phalaenopsis modesta (Borneo).
- Phalaenopsis mysorensis (Tiểu lục địa Ấn Độ).
- Phalaenopsis pallens (Philippines - Luzon và Quần đảo Mindanao).
- Phalaenopsis pantherina (Borneo).
- Phalaenopsis parishii (Đông Himalaya đến Myanmar).
- Phalaenopsis petelotii (Việt Nam)
- Phalaenopsis philippinensis (Philippines - Đảo Luzon).
- Phalaenopsis pulcherrima (Đông Dương đến Borneo). Formerly classified as Doritis.
- Phalaenopsis pulchra (Philippines - Đảo Luzon).
  - Phalaenopsis pulchra var. Alba
- Phalaenopsis regnieriana (Đông Dương).
- Phalaenopsis reichenbachiana (Philippines - Đảo Mindanao).

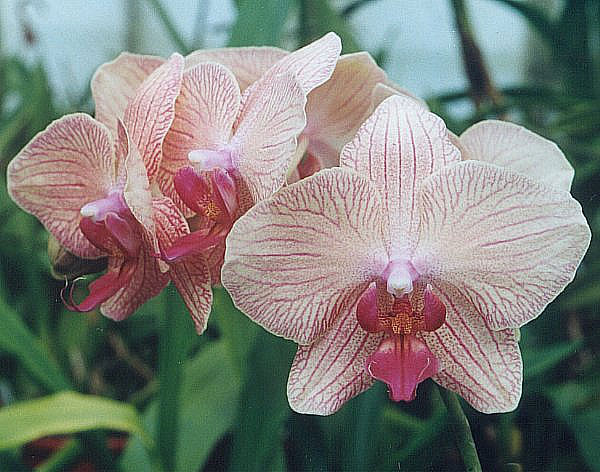
Phalaenopsis Nivacolor (giống lai)

- Phalaenopsis robinsonii (Moluccas).
- Phalaenopsis sanderiana (Philippines - Đảo Mindanao).
  - Phalaenopsis sanderiana var. Alba
  - Phalaenopsis sanderiana var. Marmorata
- Phalaenopsis schilleriana (Philippines - Luzon, Mindoro, và Quần đảo Biliran).
  - Phalaenopsis schilleriana var. immaculata
- Phalaenopsis speciosa (Andaman và Quần đảo Nicobar).
- Phalaenopsis stobartiana (Trung Quốc - đông nam Tây Tạng đến Quảng Tây)
- Phalaenopsis stuartiana (Philippines - Đảo Mindanao).
  - Phalaenopsis stuartiana var. nobilis
  - Phalaenopsis stuartiana var. punctatissima
- Phalaenopsis sumatrana (Đông Dương, Borneo đến Philippines - Đảo Palawan).
- Phalaenopsis taenialis (Đông Himalaya đến Trung Quốc - Vân Nam)
- Phalaenopsis tetraspis (Andaman và Quần đảo Nicobar đến tây bắc Sumatra).
- Phalaenopsis venosa (Sulawesi).
- Phalaenopsis violacea (Malaya đến Sumatra).).
- Phalaenopsis viridis (Sumatra).
- Phalaenopsis wilsonii (Trung Quốc - đông nam Tây Tạng đến Quảng Tây).
- Phalaenopsis zebrina (Borneo).

## Các loài lai tự nhiên
- Phalaenopsis × amphitrita (P. sanderiana × P. stuartiana; Mindanao - Philippines)
- Phalaenopsis × gersenii (P. sumatrana × P. violacea; Borneo, Sumatra)
- Phalaenopsis hieroglyphica × lueddemanniana (P. hieroglyphica x P. lueddemanniana; (Philippines)
- Phalaenopsis × intermedia (P. aphrodite × P. equestris; Leyte - Philippines) (loài lan hồ điệp nhân tạo đầu tiên được công nhận)
  - Phalaenopsis × intermedia var. Diezii (P. aphrodite × P. equestris; Leyte - Philippines)
- Phalaenopsis × leucorrhoda (P. aphrodite × P. schilleriana; Luzon - Philippines)
- Phalaenopsis × rothschildiana (P. amabilis × P. schilleriana; Luzon - Philippines)
- Phalaenopsis x schilleriano-stuartiana (P. schilleriana × P. stuartiana; Leyte - Philippines)
- Phalaenopsis × singuliflora (P. bellina × P. sumatrana; Borneo)
- Phalaenopsis × veitchiana (P. equestris × P. schilleriana; Luzon và Leyte - Philippines)

## Lai nhân tạo

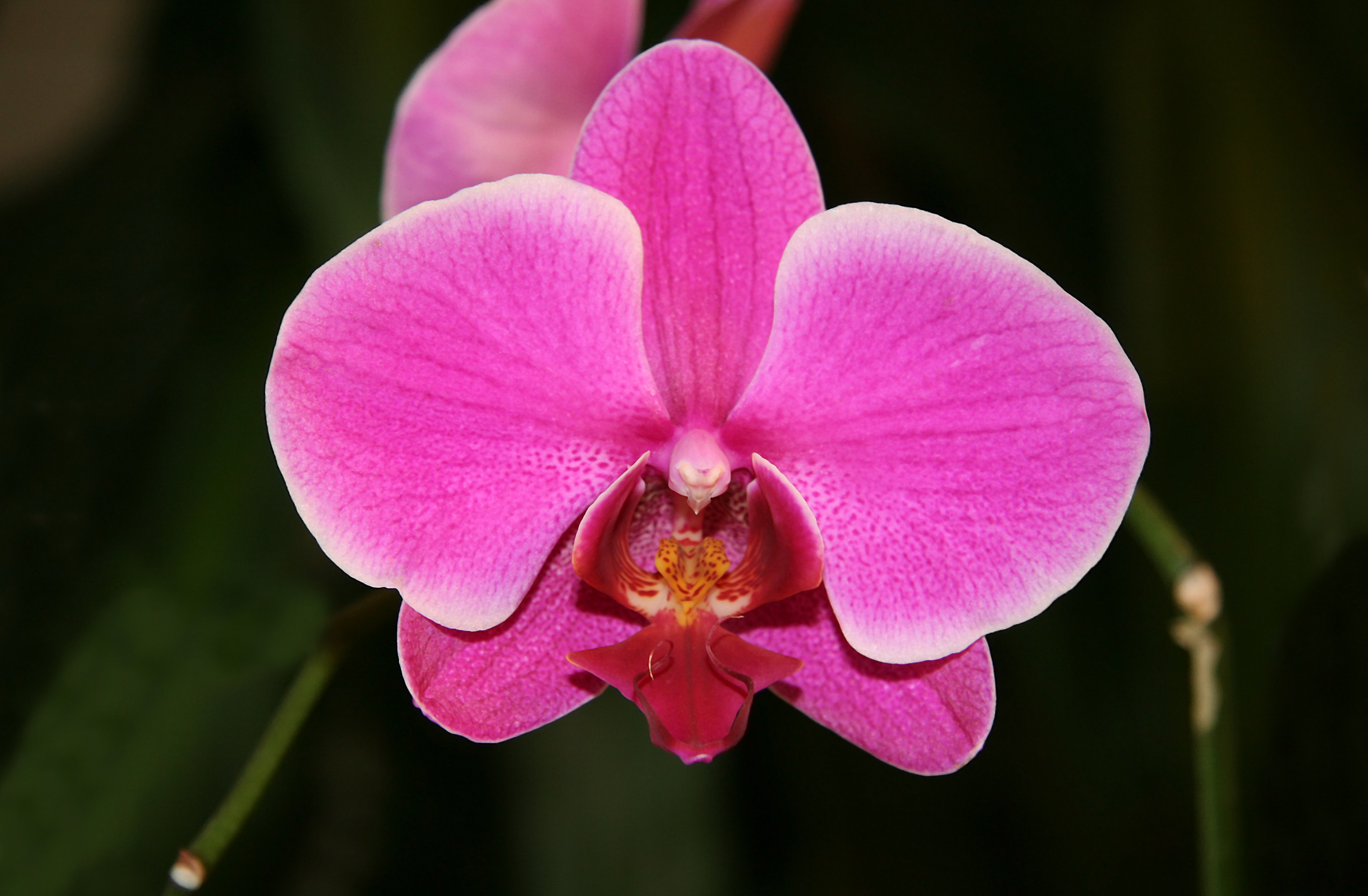
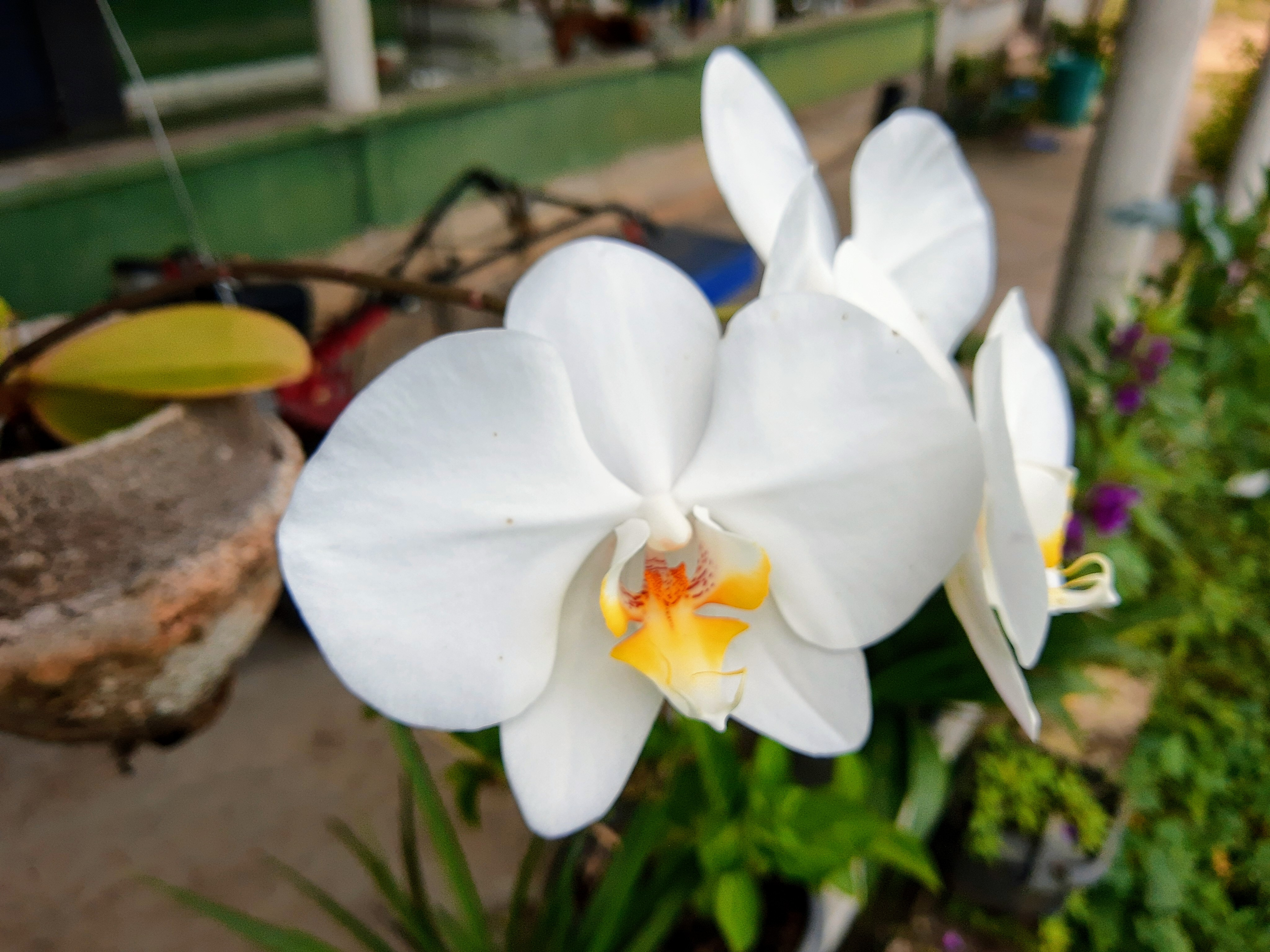
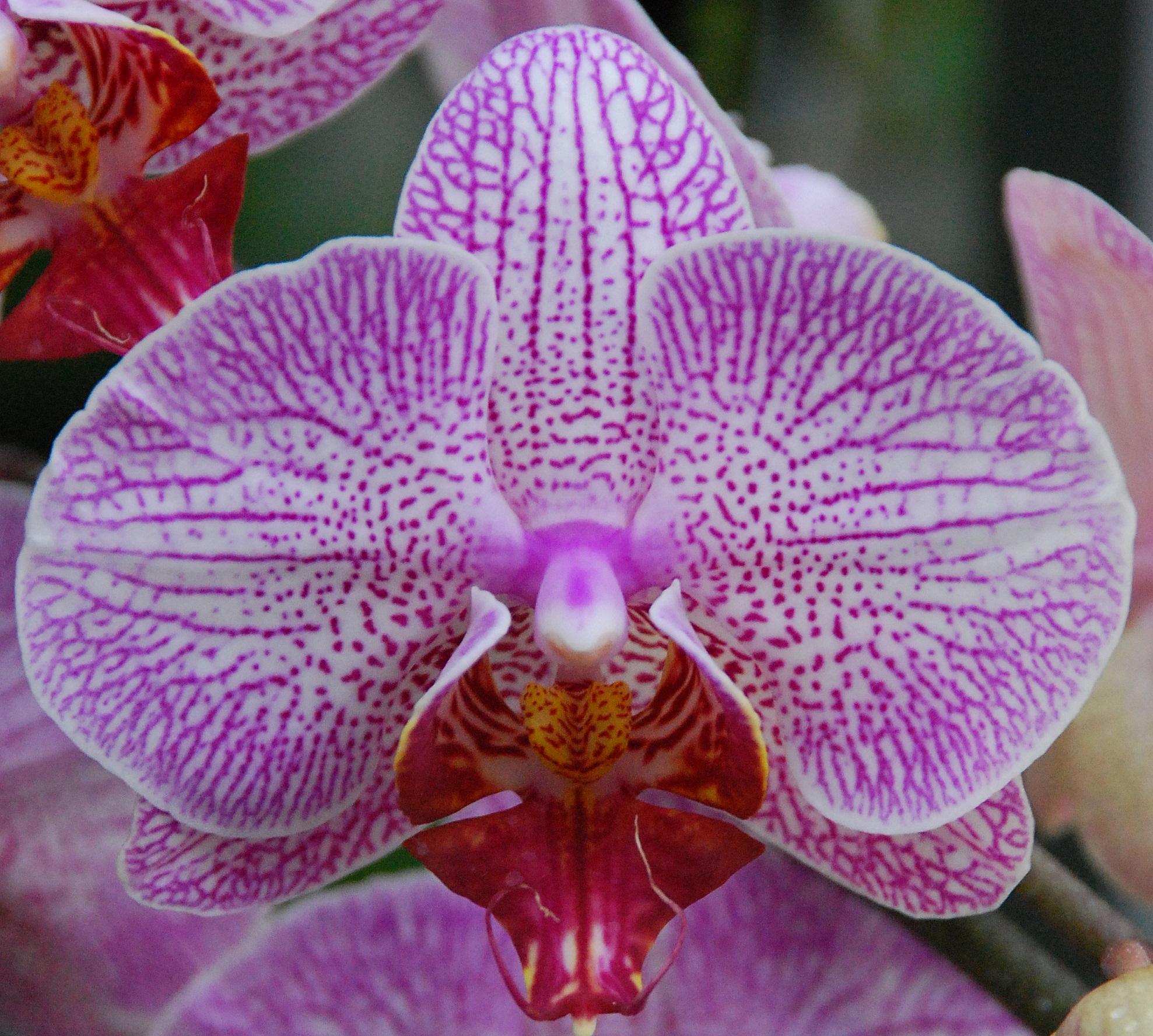
Sogo Yukidian
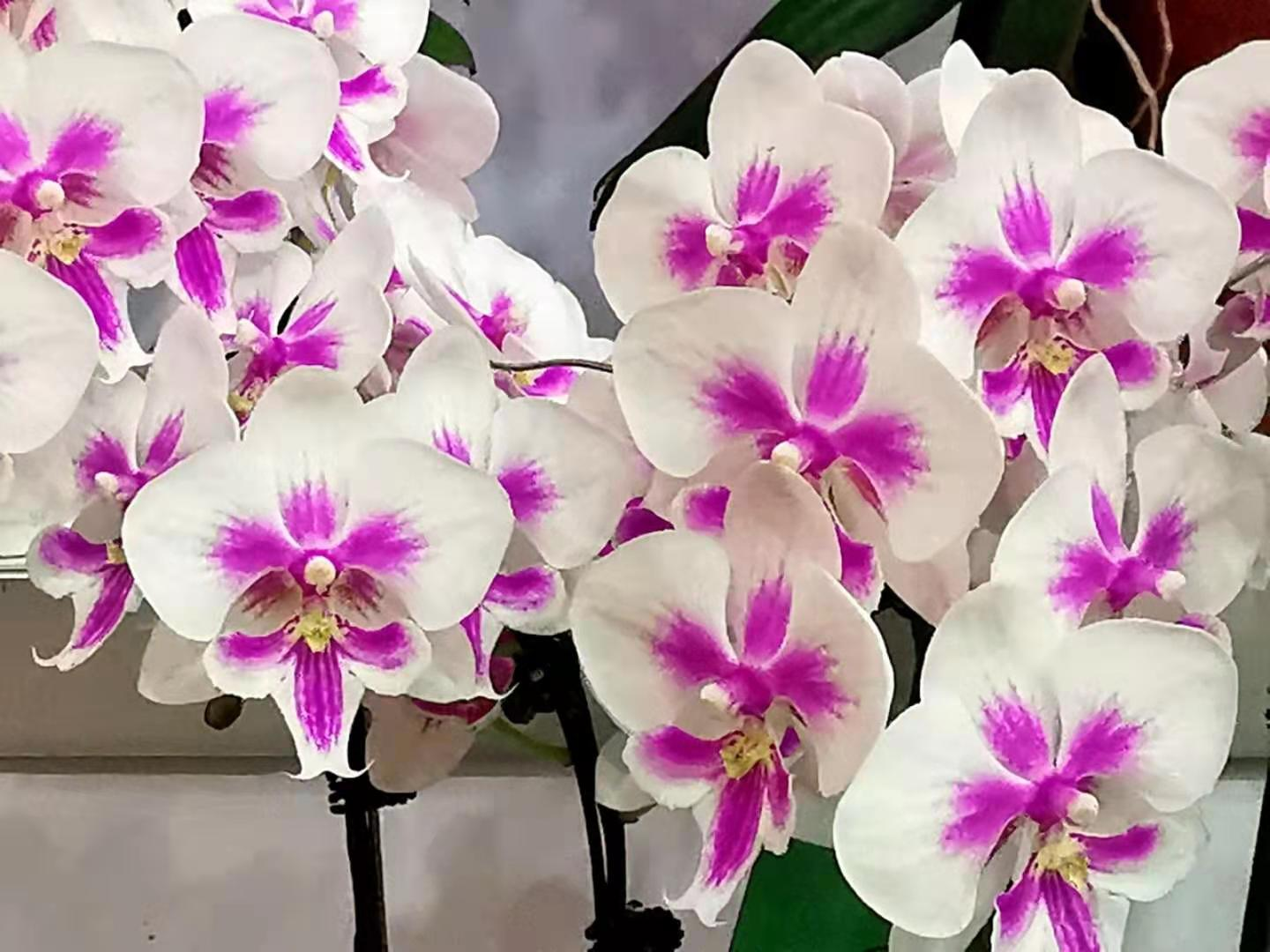
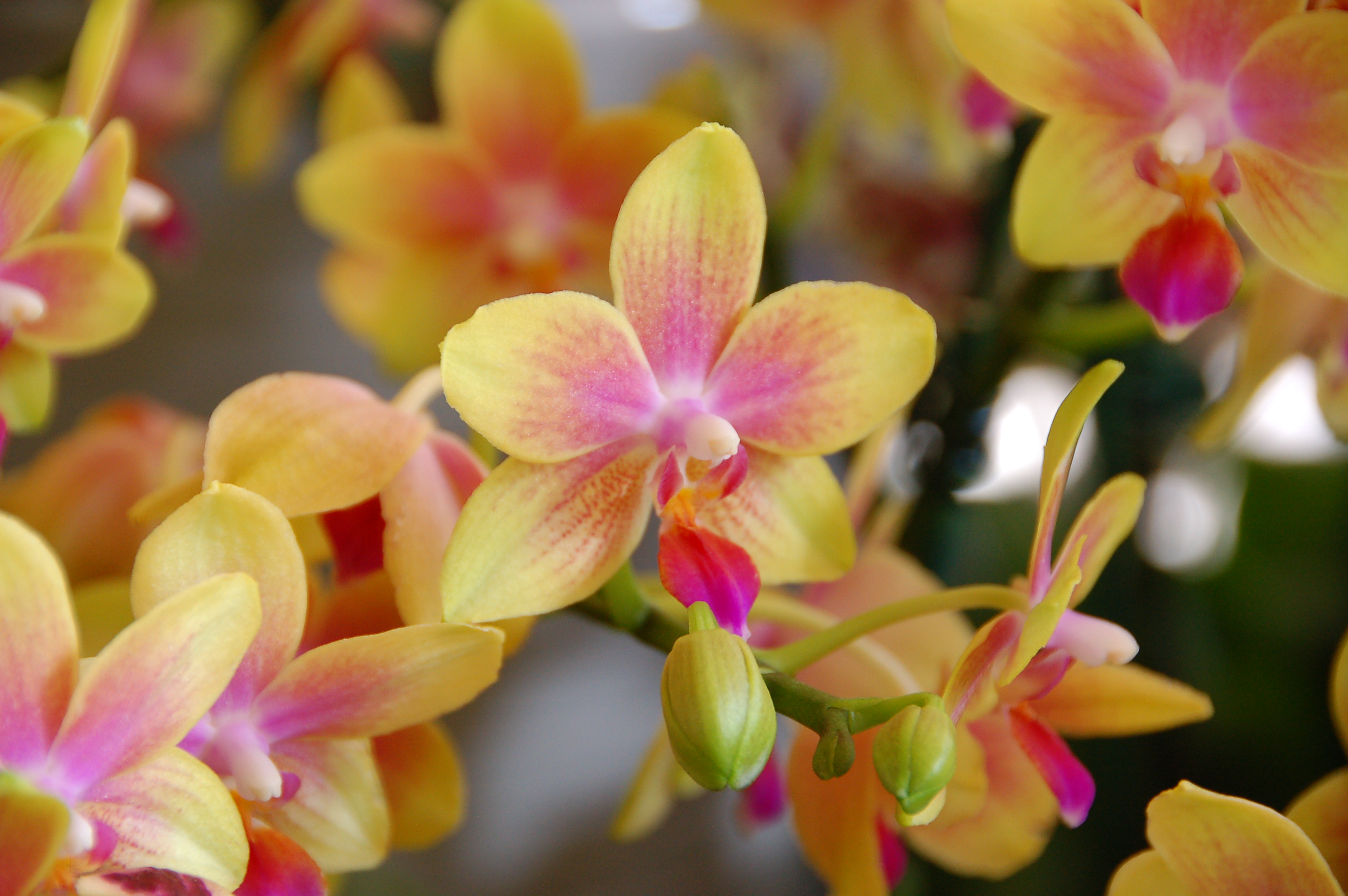
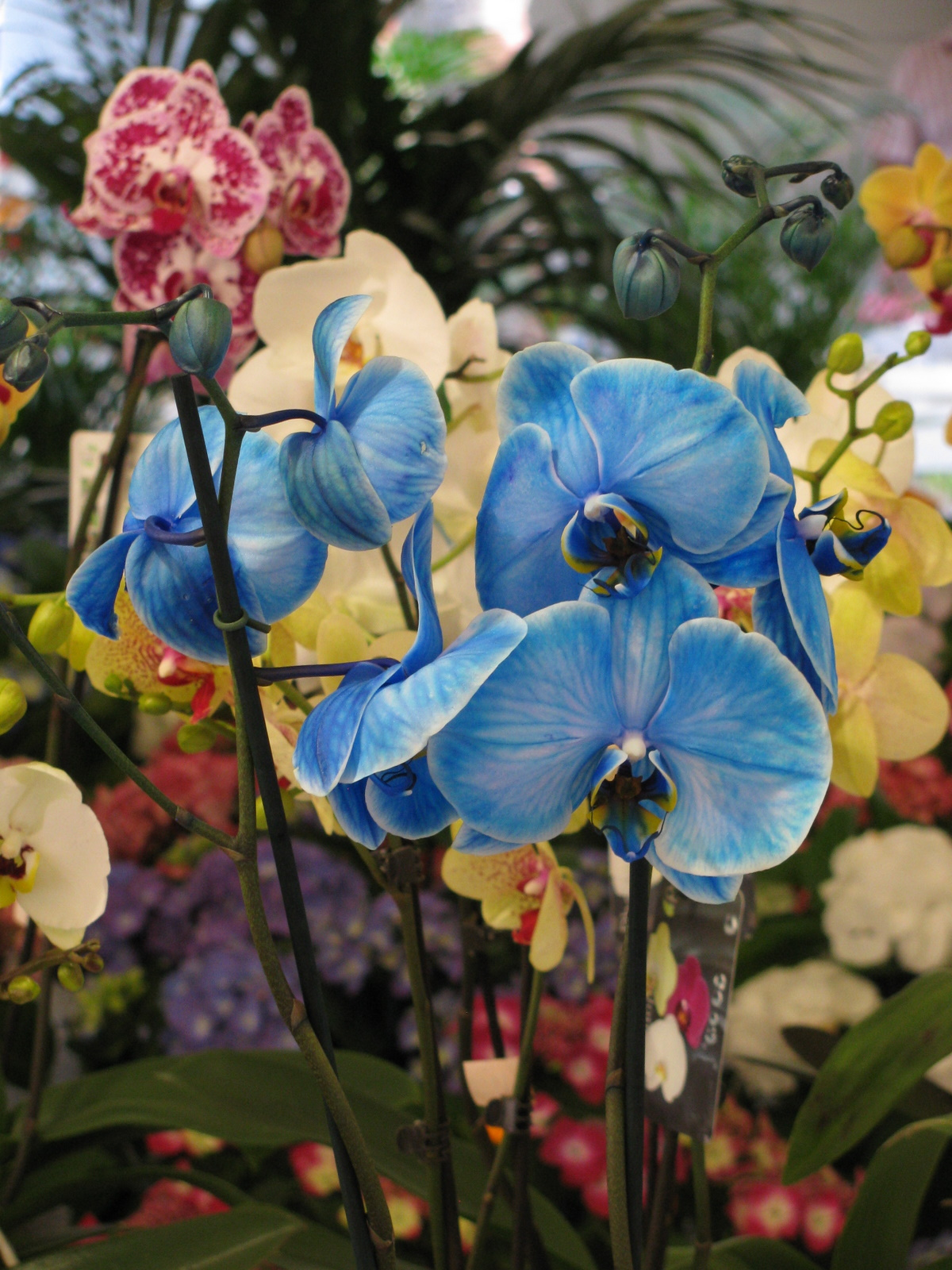
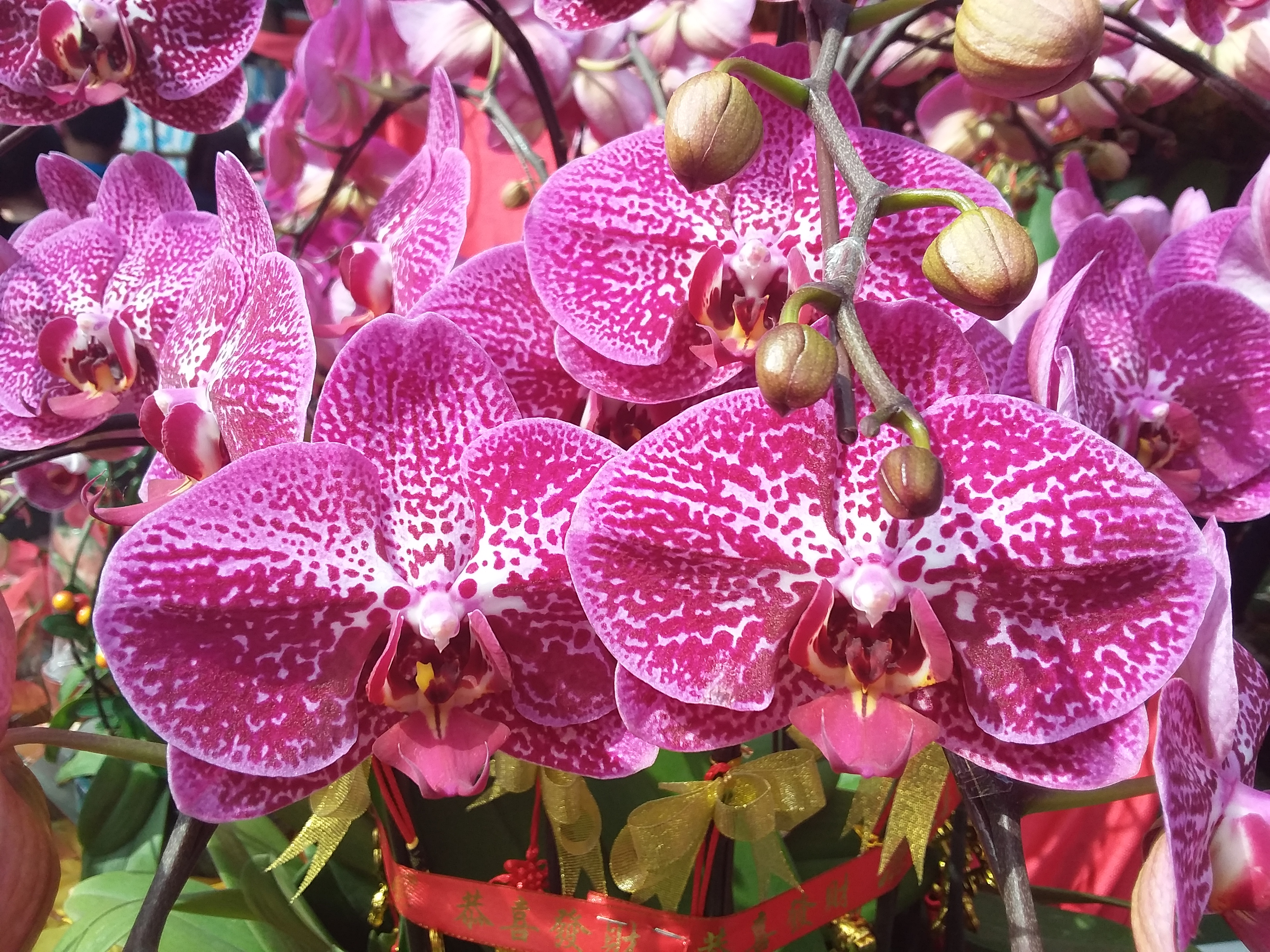
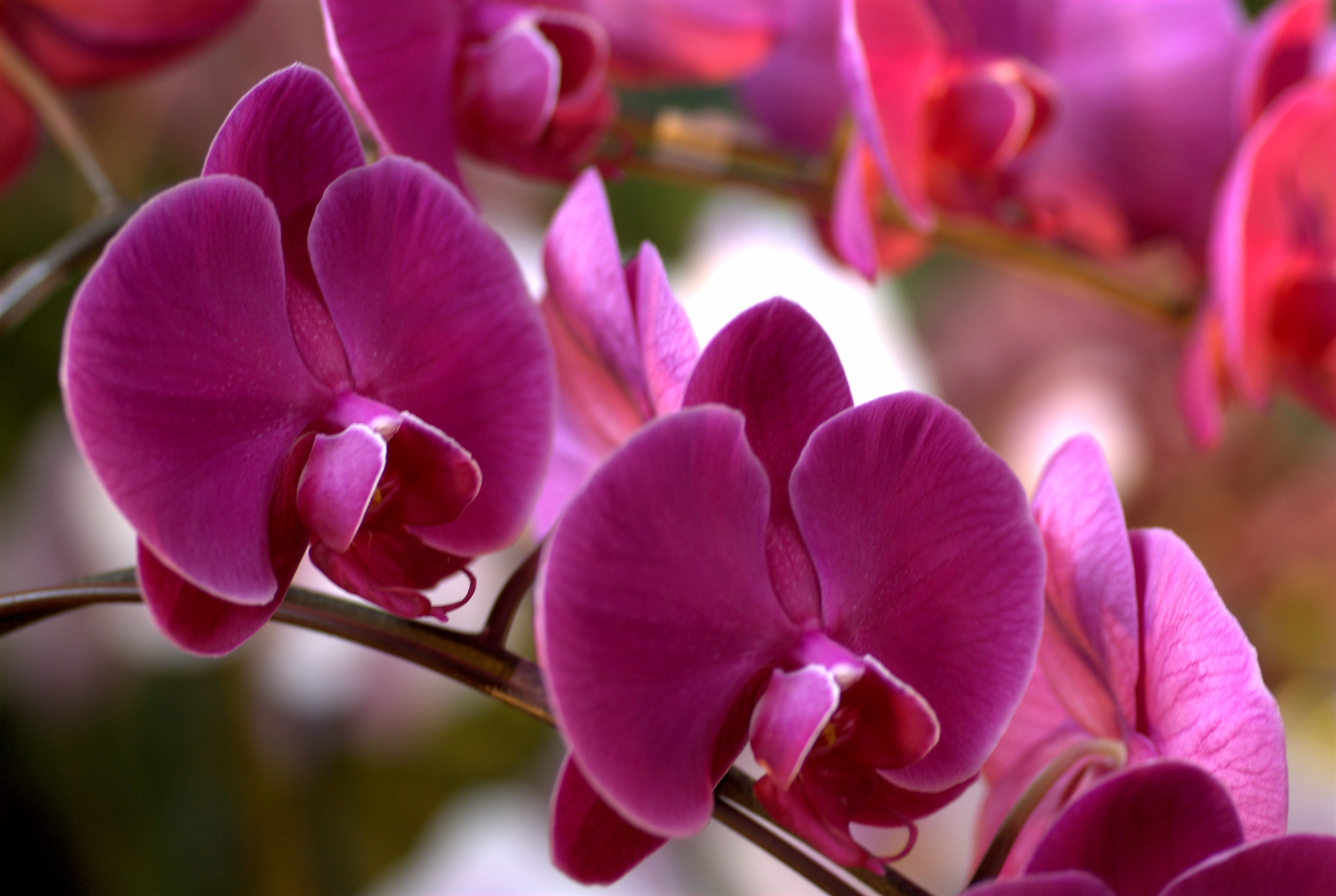
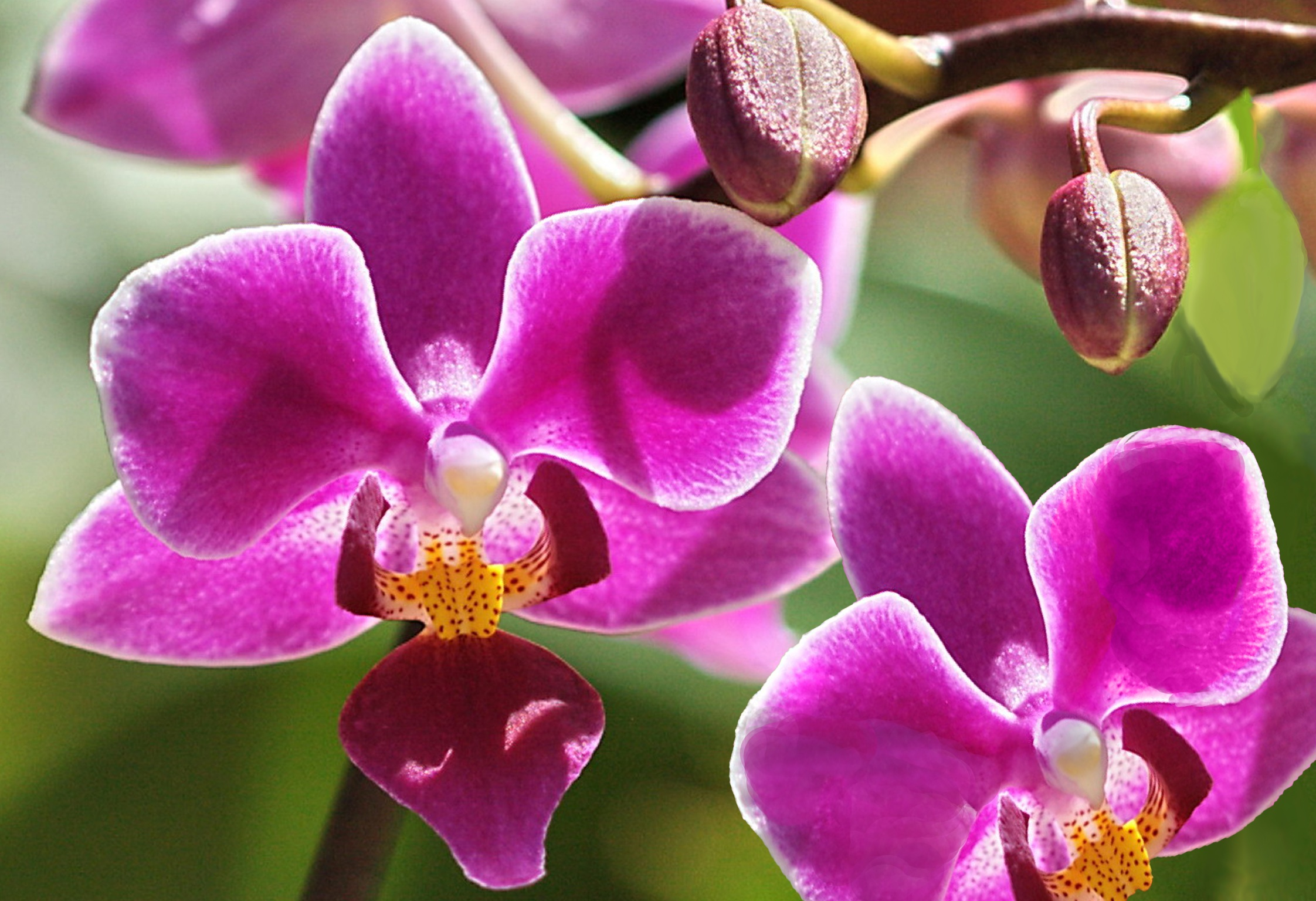

- ×Aeridopsis (Aerides × Phalaenopsis)
- ×Arachnopsis (Arachnis × Phalaenopsis)
- ×Asconopsis (Ascocentrum × Phalaenopsis)
- ×Beardara (Ascocentrum × Doritis × Phalaenopsis)
- ×Bogardara (Ascocentrum × Phalaenopsis × Vanda × Vandopsis)
- ×Bokchoonara (Arachnis × Ascocentrum × Phalaenopsis × Vanda)
- ×Cleisonopsis (Cleisocentron × Phalaenopsis)
- ×Devereuxara (Ascocentrum × Phalaenopsis × Vanda)
- ×Diplonopsis (Diploprora × Phalaenopsis)

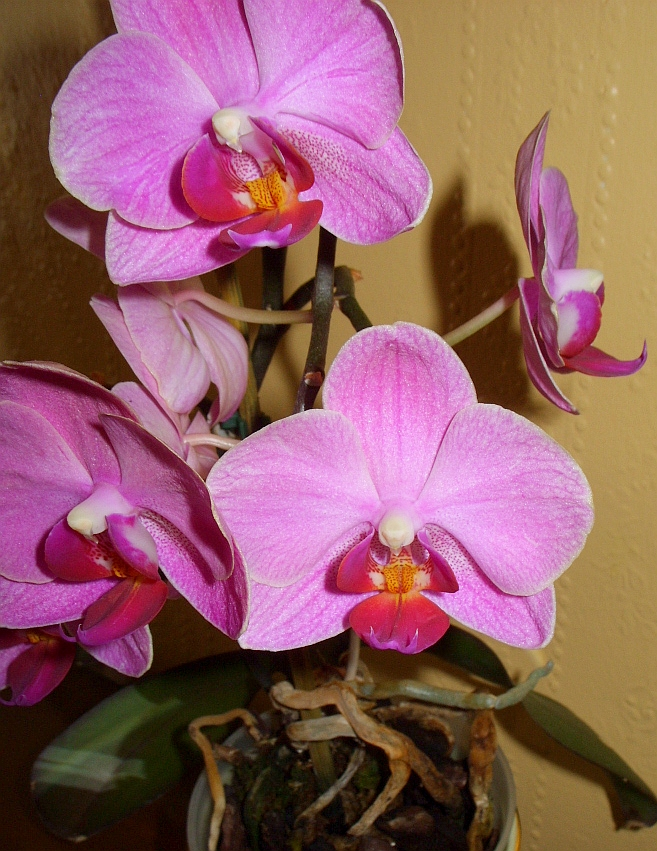
Một loài lai nhân tạo

- ×Doriellaopsis (Doritis × Kingiella × Phalaenopsis)
- ×Doritaenopsis (Doritis × Phalaenopsis)
- ×Dresslerara (Ascoglossum × Phalaenopsis × Renanthera)
- ×Edeara (Arachnis × Phalaenopsis × Renanthera  × Vandopsis)
- ×Ernestara (Phalaenopsis × Renanthera  × Vandopsis)
- ×Eurynopsis (Eurychone × Phalaenopsis)
- ×Hagerara (Doritis × Phalaenopsis × Vanda)
- ×Hausermannara (Doritis × Phalaenopsis × Vandopsis)
- ×Himoriara (Ascocentrum × Phalaenopsis × Rhynchostylis × Vanda)
- ×Isaoara (Aerangis × Ascocentrum × Phalaenopsis × Vanda)
- ×Laycockara (Arachnis × Phalaenopsis × Vandopsis)
- ×Lichtara (Doritis × Gastrochilus × Phalaenopsis)
- ×Luinopsis (Luisia × Phalaenopsis)
- ×Lutherara (Phalaenopsis × Renanthera  × Rhynchostylis)
- ×Macekara (Arachnis × Phalaenopsis × Renanthera  × Vanda × Vandopsis)
- ×Meechaiara (Ascocentrum × Doritis × Phalaenopsis × Rhynchostylis × Vanda)
- ×Moirara (Phalaenopsis × Renanthera  × Vanda)
- ×Nakagawaara (Aerides × Doritis × Phalaenopsis)
- ×Owensara (Doritis × Phalaenopsis × Renanthera)
- ×Parnataara (Aerides × Arachnis × Phalaenopsis)
- ×Paulara (Ascocentrum × Doritis × Phalaenopsis × Renanthera  × Vanda)
- ×Pepeara (Ascocentrum × Doritis × Phalaenopsis × Renanthera)
- ×Phalaerianda (Aerides × Phalaenopsis × Vanda)
- ×Phalandopsis (Phalaenopsis × Vandopsis)
- ×Phalanetia (Neofinetia × Phalaenopsis)
- ×Phaliella (Kingiella × Phalaenopsis)
- ×Phalphalaenopsis (Phalaenopsis × Paraphalaenopsis
- ×Pooleara (Ascocentrum × Ascoglossum × Phalaenopsis × Renanthera)
- ×Renanthopsis (Phalaenopsis × Renanthera)
- ×Rhynchonopsis (Phalaenopsis × Rhynchostylis)
- ×Rhyndoropsis (Doritis × Phalaenopsis × Rhynchostylis)
- ×Richardmizutaara (Ascocentrum × Phalaenopsis × Vandopsis)
- ×Roseara (Doritis × Kingiella × Phalaenopsis × Renanthera)
- ×Sappanara (Arachnis × Phalaenopsis × Renanthera)
- ×Sarconopsis (Phalaenopsis × Sarcochilus)
- ×Sidranara (Ascocentrum × Phalaenopsis × Renanthera)
- ×Sladeara (Doritis × Phalaenopsis × Sarcochilus)
- ×Stamariaara (Ascocentrum × Phalaenopsis × Renanthera × Vanda)
- ×Sutingara (Arachnis × Ascocentrum × Phalaenopsis × Vanda × Vandopsis)
- ×Trautara (Doritis × Luisia × Phalaenopsis)
- ×Trevorara (Arachnis × Phalaenopsis × Vanda)
- ×Trichonopsis (Phalaenopsis × Trichoglottis)
- ×Uptonara (Phalaenopsis × Rhynchostylis  × Sarcochilus)
- ×Vandaenopsis (Phalaenopsis × Vanda)
- ×Vandewegheara (Ascocentrum × Doritis × Phalaenopsis × Vanda)
- ×Yapara (Phalaenopsis × Rhynchostylis  × Vanda)
- ×Yeepengara (Aerides × Phalaenopsis × Rhynchostylis × Vanda)

Hình ảnh một số giống cây lai nhân tạo
Giống cây trồng
- Sogo Yukidian

Xem thêm:  Tư liệu liên quan tới Phalaenopsis cultivars tại Wikimedia Commons